# Saskaņas Centrs
Saskaņas Centrs (SC; deutsch Zentrum der Harmonie; russisch Центр согласия) war ein Bündnis politischer Parteien in Lettland. Es bestand aus der Sociāldemokrātiskā partija „Saskaņa“, einer sozialdemokratischen Partei, und der Latvijas Sociālistiskā partija, einer Partei mit sozialistischer Ausrichtung.

## Geschichte
Saskaņas Centrs entstand 2005 aus den Parteien Tautas Saskaņas Partija, Latvijas Sociālistiskā Partija und Jaunais Centrs, von denen die ersten beiden zuvor dem Bündnis Par Cilvēka Tiesībām Vienotā Latvijā angehört hatten. Im Januar 2009 schloss sich auch die Sociāldemokrātu Savienība dem SC an. Erster Vorsitzender der Saskaņas Centrs war Sergejs Dolgopolovs, der jedoch bereits im Herbst 2005 von Nils Ušakovs abgelöst wurde. Bis zum Januar 2011 schlossen sich mehrere teilnehmende Parteien zur Partei Saskaņa zusammen.
Bei der lettischen Parlamentswahl im Oktober 2006, bei denen das SC erstmals antrat, erzielte es 17 von 100 Sitzen. Es wurde damit viertgrößte Fraktion im Parlament. Bei der Europawahl in Lettland 2009 erzielte das SC 19,6 % der Stimmen und zwei der acht lettischen Mandate; es war damit die zweitstärkste Partei nach der konservativen Pilsoniskā savienība. Bei der Parlamentswahl 2010 erhielt SC 26,0 % der Wählerstimmen und war damit zweitstärkste Kraft im lettischen Parlament. 
Bei der Wahl im Jahr 2011 wurde das Bündnis mit 31 Mandaten (28 davon für die Saskaņa und drei für die Sozialistische Partei) im Parlament die stärkste Kraft des Landes. Zur Parlamentswahl 2014 kandidierte die Liste von Saskana mit manchen Kandidaten der SP.

## Positionen und Einordnung
Saskaņas Centrs setzte sich für eine verstärkte Rolle der russischen Sprache in der Bildung und öffentlichen Verwaltung in Lettland ein. Es forderte eine Reform des Staatsbürgerschaftsrechts, um einem größeren Teil der russischsprachigen Bevölkerung des Landes die lettische Staatsangehörigkeit zu ermöglichen. Das SC bezeichnete sich selbst als die „einzige politische Partei in Lettland, in der ethnische Letten und Russischsprecher zusammenarbeiten“; die meisten seiner Abgeordneten sind jedoch Mitglieder der russischsprachigen Gemeinschaft Lettlands. Außerdem trat das SC für traditionell linke Positionen, etwa den Ausbau des lettischen Sozialstaats ein. Auf europäischer Ebene hatte es sich keiner europäischen Partei angeschlossen; die beiden Europaabgeordneten teilten sich zwischen der sozialdemokratischen Fraktion S&D und der sozialistisch-postkommunistischen GUE-NGL auf.

## Wahlergebnisse
| Jahr | Stimmen | Anteil | Mandate  | Platz |
| ---- | ------- | ------ | -------- | ----- |
| 2006 | 130.887 | 14,4 % | 17/100 1 | 4.    |
| 2010 | 251.397 | 26,6 % | 29/100 2 | 2.    |
| 2011 | 259.930 | 28,4 % | 31/100 3 | 1.    |

| Jahr | Stimmen | Anteil | Mandate | Platz |
| ---- | ------- | ------ | ------- | ----- |
| 2009 | 154.894 | 19,6 % | 2/8 4   | 2.    |